# Марія Мануела Кіркпатрік
Марія-Мануела-Енрікета де Глосебурн і де Гріверн, у шлюбі Монтіхо (24 лютого 1794-22 листопада 1879) — іспанська аристократка, мати французької імператриці Євгенії, двоюрідна сестра Фердинанда де Лессепса.

## Біографія
Донья Мануела народилася в родині шотландця за походженням і консула в іспанському місті Малазі Віллема Киркпатріка і його дружини Марії-Франсуази де Ґріверні. Остримала блискучу освіту на свій час, була дуже талановитою дитиною. 
1817 року стала дружиною Дона Кіпріано де Палафокс-і-Портокарреро (1785—1839), графа де Теба, пізніше графа де Монтіхо, гранда Іспанії, ветерана наполеонівських війн. У шлюбі народила двох дочок та сина Пако, який помер молодим. 
У 1830-х роках Мануела переїхала в Париж, аби доньки отримали освіту. Вона дуже здружилася з Проспером Меріме, з яким познайомилася в Іспанії. Він став викладати її дочкам французьку та іспанську мови. У 1837 році поїхала в Англію, щоб продовжити навчання доньок, але скоро вони повернулися в Париж. 
Після смерті чоловіка Мануела почала займатися громадською діяльністю, шукати дочкам чоловіків. У 1844 році її дочка Марія-Франсіска стала дружиною Герцога Альбського і 8-го герцога Бервіка (1821—1881), одного з найбагатших людей в Іспанії. Її молодша донька вийшла заміж за принца Луї-Наполеона Бонапарта, який був останнім імператором Франції, отже, Євгенія стала імператрицею.
Мануела Монтіхо померла в 1879 році, проживши 85 років. 
Її правнучка, 18-та герцогиня Альбська, носила найбільше титулів у світі.